# Promenade Florence-Arthaud
La promenade Florence-Arthaud est une voie située dans le quartier de la Villette du 19e arrondissement de Paris, en France.

## Situation et accès
Comme la promenade Jeanne-Moreau et la promenade Signoret-Montand, elle jouxte le Bassin de la Villette. Elle fait face à la promenade Éric-Tabarly et donne accès au square Serge-Reggiani.

## Origine du nom
La promenade rend hommage à la navigatrice Florence Arthaud,,.

## Historique
Cette promenade est nommée en mars 2016 sur une portion de la promenade Signoret-Montand.